# Tallo (Reich)
Tallo (portugiesisch Tolo) war ein Königreich am gleichnamigen Fluss, im Norden der heutigen Stadt Makassar, auf der zu Indonesien gehörenden Insel Sulawesi. Vor 1450 war das später Tallo genannte Gebiet der nördlich liegende Teil des Territoriums des Königreichs Gowa. Zu der Amtszeit von König Tunatangkalopi (1405–1450) wurde das Reich in zwei unabhängige Königreiche, Gowa und Tallo, geteilt, weil die beiden Söhne des Königs Macht für sich beansprucht hatten. Der ältere Sohn Batara Gowa folgte seinem Vater als König von Gowa auf den Thron, während sein Bruder, Karaeng Lowe ri Sero, erster König von Tallo wurde. Etwa ein Jahrhundert lang waren die beiden Königreiche voneinander unabhängig und bekämpften einander. Erst in der Amtszeit von Gowas neunter König Tumapaqrisiq Kallonna wurden die beiden Reiche wieder als Doppelkönigreich Gowa-Tallo vereint, der Ursprung von Makassar. Der König von Tallo regierte aber weiter über sein Land und war gleichzeitig der Führer der Streitkräfte (indonesisch Mangkubumi) des Doppelreiches. Das Regierungssystem wurde so eingerichtet, dass die Macht des Königs von Tallo fast erhalten blieb. Aus dem Doppelreich entstand das Reich von Makassar, wobei Tallo eine wichtige Rolle als Hafen spielte.
Am 22. September 1605 trat König Karaeng Matoaya, als erster Makassare in der Stadt zum Islam über und bekam den zusätzlichen Titel „Sultan Abdullah Awalul Islam“. Diesem Schritt folgte Gowas 14. König Tumamenang ri Gaukanna, der den zusätzlichen Titel „Sultan Alauddin“ erhielt. Am Freitag, 9. November 1607, hielt Sultan Abdullah das erste Freitagsgebet in der Zentrumsmoschee von Tallo ab und am gleichen Tag erklärte Sultan Alauddin den Islam zur offiziellen Religion des Reiches Makassar.

## Liste der Herrscher von Tallo

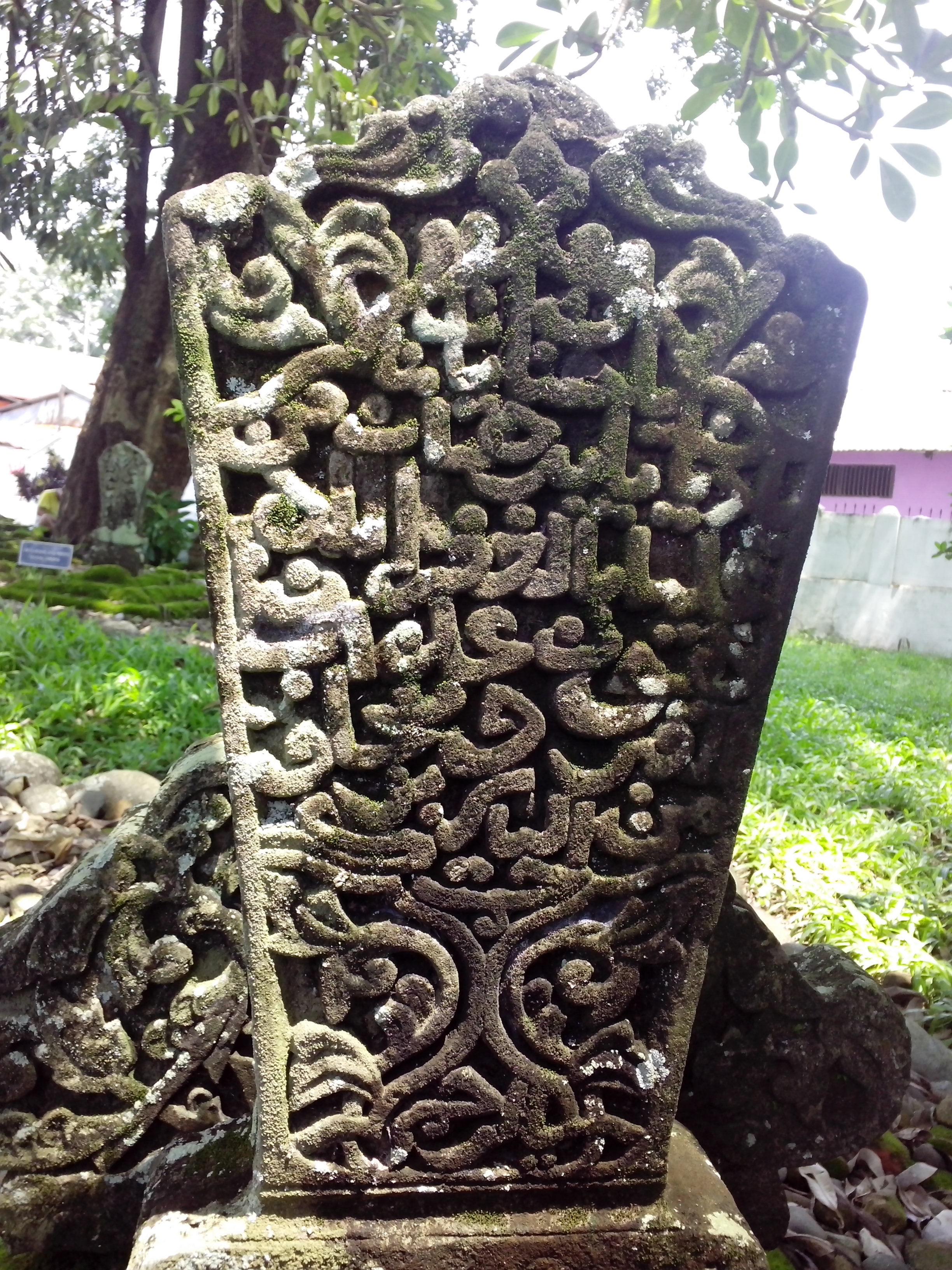
Einer der Grabsteine in Tallo Fürstengrab in arabischer Schrift geschnitzt.

1. Karaeng Lowe ri Sero (Sohn von Tunatangkalopi, Herrscher von Gowa), Mitte bis spätes 15. Jahrhundert
2. Tunilabu ri Suriwa (Sohn), spätes 15. Jahrhundert bis in die 1500er-Jahre
3. Tunipasuruq, Karaeng ri Passiq (Sohn), 1500er-Jahre bis 1540 oder 1543
4. Tumenanga ri Makkoayang, Karaeng Pattingalloang (Sohn), 1520–1576, Regierungszeit zwischen 1540 oder 1543 bis 1576
5. Karaeng Bainea, Karaeng Pattingalloang (Tochter), Ende 1576 bis 1590
6. Tunipasuluq (Sohn), Ende 1590 bis Anfang 1593
7. Karaeng Matoaya (Sohn von Tumenanga ri Makkoayang), Sultan Abdullah Awalul Islam, Tumamenang ri Agamana, Karaeng Kanjilo, Karaeng Segeri, 1573–1636, Regierungszeit zwischen 1593 und 1623 (Berater seines Sohnes bis zum Tod 1636)
8. Karaeng Kanjilo (Sohn), Sultan Mudhaffar, Tumammaliang ri Timoroq, 1598 – 18. Mai 1641, Regierungszeit von 1623 bis zum Tod 1641
9. Karaeng Pattingalloang (Bruder), Sultan Mahmud, Tumamenang ri Bontobiraeng, August 1600 bis 15. September 1654, Regierungszeit 1641 bis zum Tod 1654
10. Tumamenang ri Lampana (Sohn von Karaeng Kanjilo), Sultan Harrunarasyid, 3. November 1640 bis 16. Juni 1673, Regierungszeit von 1654 bis zum Tod 1673
11. Tumamenang ri Passiringanna (Sohn), Sultan Abdul Kadir, 7. Januar 1666 bis 8. Januar 1709, Regierungszeit 1673 bis zum Tod 1709
12. Tumamenang ri Pasiq (Sohn), Karaeng Kanjilo, Sultan Sirajuddin, Tumamaliang ri Talloq, 17. November 1687 bis 22. Januar 1739, Regierungszeit 12. August 1709 bis 1714 und 25. April 1729 bis 1739
13. Tumamenang ri Jawaya (Sohn), Sultan Najamuddin, 23. Dezember 1708 bis 24. April 1729, ruled 1714 to 24 Apr 1729
14. Karaeng Lempangang (Bruder), Syafiuddin, 7. Dezember 1709 bis 1760, Regierungszeit 1739 bis 1760[1]